# 岐阜県道317号剣大間見白鳥線
岐阜県道317号剣大間見白鳥線（ぎふけんどう317ごう つるぎおおまみしろとりせん）は、岐阜県郡上市内を通る一般県道である。

## 概要

### 路線データ
- 起点：岐阜県郡上市大和町剣（国道156号交点）
- 終点：岐阜県郡上市白鳥町白鳥（岐阜県道326号美濃白鳥停車場線交点）

## 沿革
- 1977年（昭和52年）2月27日 ： 認定[1]

## 地理

### 通過する自治体
- 岐阜県
  - 郡上市

### 接続する道路
- 国道156号（越前街道）（下剣南交差点）
- 岐阜県道82号白鳥明宝線（為真小向交差点）
- 岐阜県道326号美濃白鳥停車場線（美濃白鳥駅前）

### 周辺
- 長良川鉄道越美南線 郡上大和駅
- 郡上市立大和中学校
- 道の駅古今伝授の里やまと
- 郡上市立那留小学校
- 東海北陸自動車道 白鳥インターチェンジ
- 郡上市立白鳥中学校
- 郡上市立白鳥小学校
- 郡上市役所 白鳥振興事務所
- 岐阜県立郡上北高等学校
- 白鳥市民球場
- 長良川鉄道越美南線 美濃白鳥駅